# Васил Черкезов
Васил Черкезов, наричан Херкулес и Черкеза, е български революционер, деец на Вътрешната македоно-одринска революционна организация и Вътрешната македонска революционна организация.

## Биография
Роден е в демирхисарското село Батъко или в светиврачкото село Черешница, тогава в Османската империя, днес в България. Присъединява се към ВМОРО и е четник на Яне Сандански. Жени се за вдовицата на убития от Сандански Борис Шабов от Черешница,. Обесен е от михайловисти в 1925 година в Мелник заедно с двамата му синове Атанас и Борис.